# Нова Серьодка
Нова Серьодка (рос. Новая Серёдка) — присілок у Лузькому районі Ленінградської області Російської Федерації.
Населення становить 32 особи. Належить до муніципального утворення Скребловське сільське поселення.

## Історія
Згідно із законом від 28 вересня 2004 року № 65-оз належить до муніципального утворення Скребловське сільське поселення.

## Населення
| 1838 | 1862 | 1958 | 1997 | 2007 | 2010 |
| ---- | ---- | ---- | ---- | ---- | ---- |
| 137  | ↗163 | ↘102 | ↘25  | ↗27  | ↗32  |